# Gennadi Wassiljewitsch Sarafanow

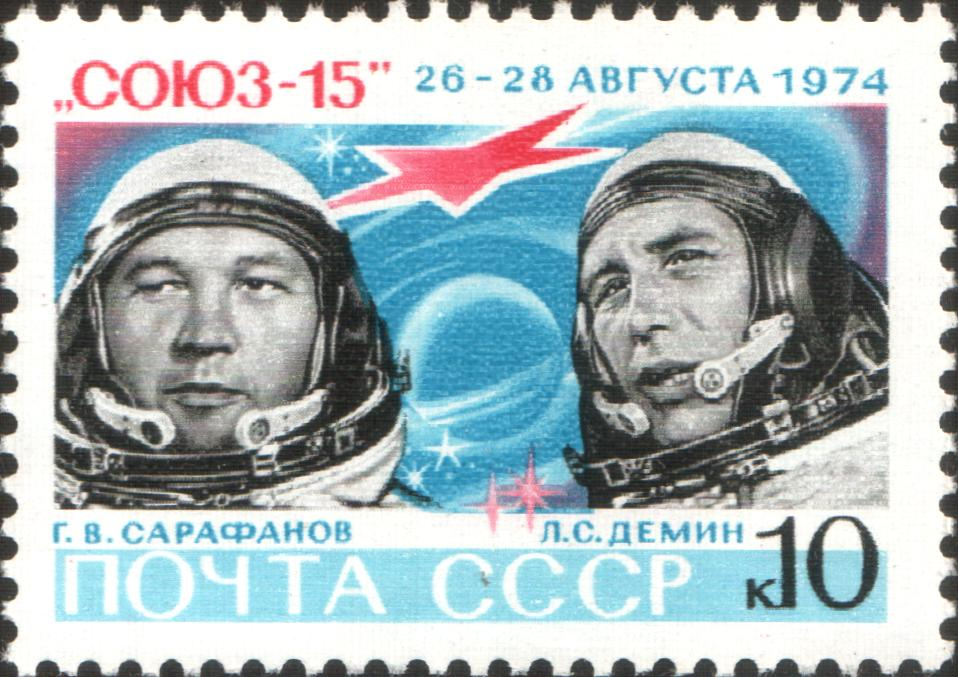
Gennadi Wassiljewitsch Sarafanow (links) und Lew Stepanowitsch Djomin (sowjetische Briefmarke, 1974)

Gennadi Wassiljewitsch Sarafanow (russisch Геннадий Васильевич Сарафанов, wiss. Transliteration Gennadij Vasil'evič Sarafanov; * 1. Januar 1942 in Sinenkije, Oblast Saratow, Russische SFSR; † 29. September 2005) war ein sowjetischer Kosmonaut.
Sarafanow wurde im Januar 1942 in dem russischen Dorf Sinenkije bei Saratow geboren. Er ging in die sowjetische Armee und wechselte nach einem Jahr im Alter von 18 Jahren zur Luftwaffe. Er wurde Kampfpilot in einem Gardefliegerregiment, bevor er im November 1965 als Mitglied der dritten Luftwaffengruppe des nationalen Weltraumprogramms ausgewählt wurde.
Nachdem er im Jahr 1967 sein erstes Kosmonautentrainingsprogramm absolviert hatte und 1972 in die Sojus-Gruppe berufen worden war, wurde er zusammen mit Lew Djomin für den Flug Sojus 13 benannt. Der Flug wurde jedoch gestrichen, da das Missionsziel, die Raumstation Saljut 2, in der Umlaufbahn außer Kontrolle geriet. Djomin und Sarafanow wurden daraufhin für die Mission Sojus 14 als Ersatzcrew bestellt, bevor sie dann mit Sojus 15 erstmals in den Weltraum aufbrachen.
Sarafanow war 1974 Kommandant der erfolglosen Mission zur Raumstation Saljut 3 und flog zusammen mit dem Ingenieur Lew Stepanowitsch Djomin die Mission Sojus 15. Es war geplant, dass die beiden Raumfahrer als zweite Besatzung auf der ersten militärischen Raumstation der Sowjetunion fungieren sollten. Aber das Steuerungssystem ihres Sojus-Raumschiffs fiel in der letzten Flugphase aus. Sie mussten daher am 28. August 1974 – gerade einmal zwei Tage nach ihrem Start vom Kosmodrom Baikonur – zur Erde zurückkehren.
Während der frühen 1980er Jahre wurde er für den Flug einer geplanten bemannten Version des TKS-Raumschiffs benannt, aber seine Mission wurde ebenfalls gestrichen, da keine bemannten Flüge des TKS erfolgten. Die Entwicklung des TKS-Systems wurde später unter anderem Grundlage für das russische Modul Sarja der Internationalen Raumstation.
Sarafanow blieb bis zum Juli 1986 Mitglied im sowjetischen Weltraumprogramm.
Er starb am Donnerstag, dem 29. September 2005 nach einer Komplikation während einer Operation. Er wurde 63 Jahre alt und hinterlässt seine Frau und zwei Kinder.